# Ichneumon querceti
Ichneumon querceti là một loài tò vò trong họ Ichneumonidae.